# NGC 872
NGC 872 este o galaxie spirală situată în constelația Balena. A fost descoperită în 15 octombrie 1886 de către Francis Leavenworth. Se află la o distanță de 56,75 de megaparseci de Pământ.